# Rafi Menco
Rafael Menco, detto Rafi (in ebraico רפי מנקו‎?; Gerusalemme, 5 marzo 1994), è un cestista israeliano.

## Palmarès
- Campionato israeliano: 3

Hapoel Holon: 2021-2022
Maccabi Tel Aviv: 2022-2023, 2023-2024
- Coppa di Israele: 1

Maccabi Tel Aviv: 2025
- Coppa di Lega israeliana: 3

Hapoel Gerusalemme: 2016
Maccabi Tel Aviv: 2022, 2024